# Fieseler Fi 156
Il Fieseler Fi 156 "Storch" (Cicogna in lingua tedesca) era un monomotore da appoggio, salvataggio, collegamento ed osservazione ad ala alta, prodotto dall'azienda tedesca Gerhard-Fieseler-Werke GmbH tra gli anni trenta e quaranta ed utilizzato, principalmente dalla Luftwaffe e dalle forze aeree dell'Asse, durante il periodo della seconda guerra mondiale.

## Storia del progetto
Nel luglio 1935, il Reichsluftfahrtministerium  emise una specifica per la fornitura di un velivolo con caratteristiche STOL da utilizzarsi nel ruolo di aereo da collegamento e ricognizione. Il modello doveva anche rispondere alle esigenze di aerocooperazione con l'esercito con compiti di osservazione e supporto all'artiglieria. La motorizzazione imposta era un 8 cilindri a V invertita, un Argus As 10 o un Hirth HM 508.
Al bando risposero la Bayerische Flugzeugwerke (BFW) con il Messerschmitt Bf 163, la Fieseler Flugzeugbau Kassel con il Fi 156 Storch, la Focke-Wulf Flugzeugbau AG con l'autogiro Fw 186 e la Siebel Flugzeugwerke con il suo Si 201. Al termine delle prove comparative la commissione esaminatrice dell'RLM determinò come vincitore la proposta Fieseler ordinandone l'avvio alla produzione in serie.
Il Fi 156 entrò in produzione durante il 1937 come aereo da collegamento e osservazione da destinare all'esercito.  Il prototipo, che volò per la prima volta nel 1936, poteva sollevarsi in volo con un vento di prua di 40 km/h. La produzione, avviata in Germania, Francia e Cecoslovacchia fino alla fine della seconda guerra mondiale ammontò a circa 2 900 velivoli, ma anche dopo tale data continuarono ad essere costruiti in Francia, come Morane-Saulnier MS-500 e i suoi derivati, ed in Cecoslovacchia come Mraz K-65 Cap.

## Tecnica
Lo Storch era un monoplano dotato di ala alta controventata a struttura composita, piani di coda anch'essi controventati e un pattino caudale d'atterraggio. Ciascuna semiala poteva essere ripiegata all'indietro per consentire una migliore sistemazione e il carrello poteva essere dotato di sci per l'impiego in zone innevate. I finestrini bombati dell'abitacolo assicuravano al pilota e all'osservatore che componevano l'equipaggio un'eccellente visuale laterale ed inferiore.
Lo Storch poteva sollevarsi in volo in soli 50 metri e atterrare in 20, grazie ai suoi ipersostentatori situati sul bordo d'attacco alare e a quelli a fessura sul bordo d'uscita, tecnica che gli consentiva una bassissima velocità di stallo di soli 50 Km/h.

## Impiego operativo
Molti alti ufficiali tedeschi, tra cui i feldmarescialli Erwin Rommel e Albert Kesselring, avevano i loro Fi 156 personali. Un paio di eventi che resero celebre questo aereo furono il suo impiego nell'Operazione Quercia, ovvero la "liberazione" di Benito Mussolini dalla sua prigionia sul Gran Sasso nel settembre 1943 e per il volo di Hanna Reitsch nell'aprile del 1945 sulle rovine di Berlino con a bordo il nuovo comandante supremo della Luftwaffe, il generale Robert Ritter von Greim.

## Versioni
- Fi 156 A-1: modello di produzione iniziale.
- Fi 156 C: modello migliorato con il trasparente della cabina posteriore rialzato e una mitragliatrice da 7,92 mm alloggiata in loco. Fu prodotto in quattro sottoserie:
  - Fi 156 C-1: ottimizzato per il trasporto di alti ufficiali
  - Fi 156 C-2: per la ricognizione e l'evacuazione feriti con predisposizione al trasporto di una barella
  - Fi 156 C-3: aereo da trasporto leggero multiuso con motore opzionale Argus As 10 C
  - Fi 156 C-5: sviluppo del C-3 con predisposizione per un serbatoio ventrale sganciabile.
- Fi 156 D-1: modello specifico per l'evacuazione feriti con motore Argus As 10 C e predisposizione per il trasporto di una barella caricabile attraverso un portello allargato
- Fi 156 P: modello per la guerra anti-partigiana con due rastrelliere subalari per 48 mine antiuomo.

## Utilizzatori
Bulgaria

Il Fieseler Fi 156 C-1 Storch nella livrea della Aeronautica Cobelligerante Italiana usato da Furio Lauri ed esposto presso il Museo storico dell'Aeronautica Militare. Notare la semiala destra ripiegata all'indietro per facilitare il rimessaggio.

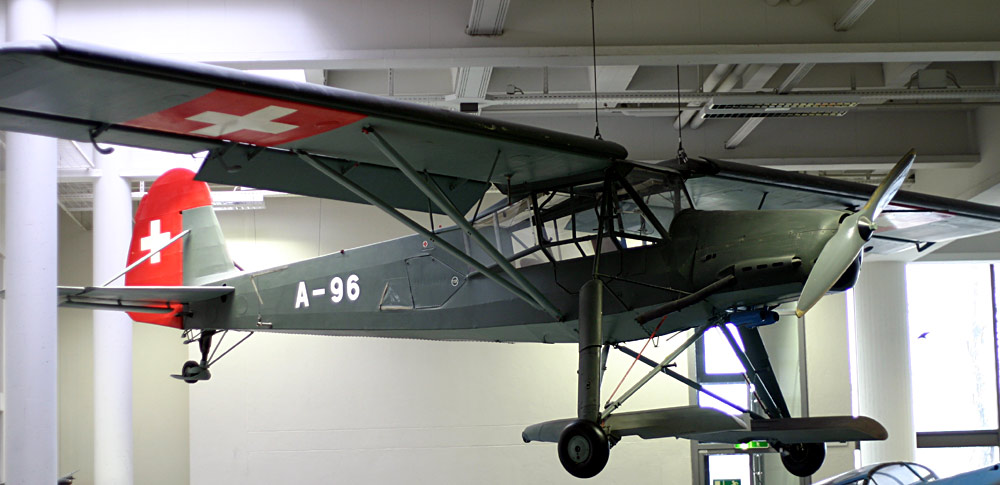
Un Fieseler Fi 156 C-1 Storch con la livrea delle Forze Aeree Svizzere, esposto al Deutsches Museum di Monaco di Baviera, Germania.

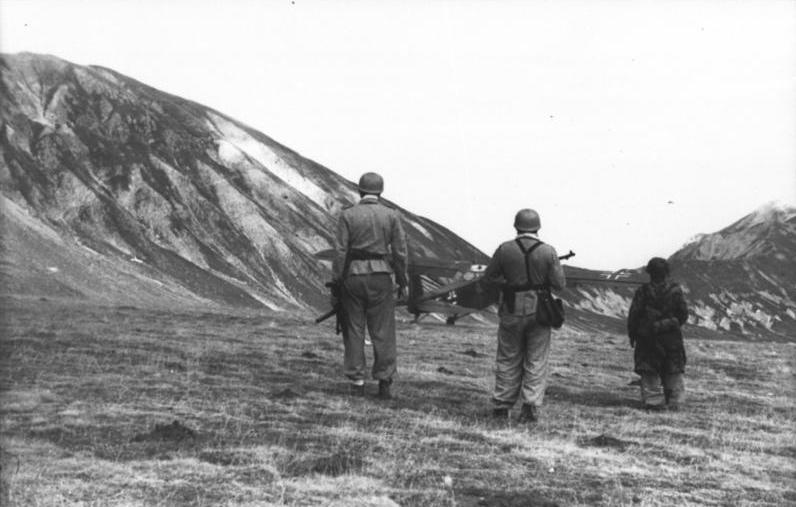
Gran Sasso 1943: Paracadutisti tedeschi e, sullo sfondo, il Fieseler Fi 156 Storch con cui Mussolini venne liberato

- Važdušnite na Negovo Veličestvo Voiski

 Croazia
- Kroatische Luftwaffen Legion

 Finlandia
- Suomen ilmavoimat

 Germania
- Luftwaffe

 Italia
- Regia Aeronautica
- Aeronautica Cobelligerante Italiana

 Repubblica Sociale Italiana
- Aeronautica Nazionale Repubblicana

 Romania
- Forțele Aeriene Regale ale României

 Slovacchia
- Slovenské vzdušné zbrane

 Spagna
- Ejército del Aire

 Svezia
- Svenska Flygvapnet

 Svizzera
- Forze aeree svizzere

 Ungheria
- Magyar Királyi Honvéd Légierő